# سنجاب آفتاب کوچک
سنجاب آفتاب کوچک (نام علمی: Heliosciurus punctatus) نام یک گونه از سرده سنجاب آفتاب است.